# Font del Padró
La Font del Padró és una creu de terme d'Ullastrell (Vallès Occidental) situada sobre una font a l'entrada de la població per la carretera BV-1203, des de Terrassa, a l'encreuament amb carrer Sardà.

## Descripció
Font de planta circular formada per un gran basament, damunt del que s'assenta la creu de terme. El basament, construït damunt d'un sòcol de pedra de planta circular, està format per dos volums de diferents dimensions disposats en gradació, i bastits amb un revestiment de pedra artificial gravat. El volum inferior presenta una pica trapezoidal, que recull l'aigua de l'aixeta que es troba encastada damunt seu, al volum superior. Tant la pica com l'aixeta estan orientades a la plaça. La creu està bastida en pedra i formada per un fust llis circular, amb la part superior decorada per tres motllures. Damunt seu hi ha un basament troncopiramidal profusament decorat, on s'assenta la creu pròpiament dita. La creu és grega, amb els quatre braços acanalats, i presenta un anell decorat amb dents de serra, que envolta la intersecció.

## Història
El mes de maig de l'any 1926, el mestre d'obres Antoni Moner s'oferia a l'ajuntament per construir una font amb abeurador monumental que substituís la que ja hi havia a l'antiga plaça del Padró, i una creu de terme de pedra. L'imminent arribada del primer abastiment d'aigua a les fonts públiques d'Ullastrell feia necessària la construcció de quatre fonts en diversos sectors de la població, amb abeuradors inclosos per a cavalleries. L'ajuntament acceptà l'oferta de Moner i es va comprometre a "costejar els sardinells del sòcol i la creu, encarregant a la casa Butsems & Cia, de Barcelona, la construcció de la creu i el basament de pedra artificial, pel còmput de 140 pessetes" (Massagué, 1986: 14). En el moment de construcció de l'estructura, la part superior del volum inferior del basament es corresponia amb l'abeurador pels animals. Actualment, el sòcol de l'estructura ha estat restituït, tot i que originalment era bastit en maons disposats a sardinell. També sabem que la font havia tingut dues aixetes i que a principis de gener de l'any 1927, uns brètols trencaren el pitó i la molla d'una de les aixetes. El batlle d'Ullastrell, August Anglada i Sucarrats, manà reparar la font i oferí un premi de cinc pessetes a la persona que donés informació sobre l'autor dels fets.